# Campionati del mondo di ciclocross 2010 - Gara maschile Elite
La gara maschile Elite dei Campionati del mondo di ciclocross 2010, sessantunesima edizione della prova, si svolse il 31 gennaio 2010 con partenza ed arrivo da Tábor, in Repubblica Ceca, su un percorso iniziale di 160 mt più un circuito di 3,1 km da ripetere 9 volte per un totale di 28,06 km. La vittoria fu appannaggio del ceco Zdeněk Štybar, il quale terminò la gara in 1h08'58", precedendo i belgi Klaas Vantornout e Sven Nys terzo.
Partenza con 58 ciclisti, dei quali 51 portarono a termine la competizione.

## Squadre partecipanti
| N. ciclisti | Cod. | Squadra       |
| ----------- | ---- | ------------- |
| 1           | AUT  | Austria       |
| 6           | BEL  | Belgio        |
| 7           | CZE  | Rep. Ceca     |
| 1           | DEN  | Danimarca     |
| 5           | FRA  | Francia       |
| 2           | GER  | Germania      |
| 3           | GBR  | Gran Bretagna |
| 1           | HUN  | Ungheria      |
| 1           | IRL  | Irlanda       |
| 1           | ISR  | Israele       |

| N. ciclisti | Cod. | Squadra     |
| ----------- | ---- | ----------- |
| 4           | ITA  | Italia      |
| 1           | JPN  | Giappone    |
| 2           | LUX  | Lussemburgo |
| 2           | MGL  | Mongolia    |
| 4           | NLD  | Paesi Bassi |
| 1           | ROM  | Romania     |
| 4           | SVK  | Slovacchia  |
| 4           | ESP  | Spagna      |
| 3           | SUI  | Svizzera    |
| 5           | USA  | Stati Uniti |

## Ordine d'arrivo (Top 10)
| Pos. | Corridore        | Squadra     | Tempo    |
| ---- | ---------------- | ----------- | -------- |
| 1    | Zdeněk Štybar    | Rep. Ceca   | 1h08'58" |
| 2    | Klaas Vantornout | Belgio      | a 21"    |
| 3    | Sven Nys         | Belgio      | a 38"    |
| 4    | Martin Bína      | Rep. Ceca   | a 40"    |
| 5    | Francis Mourey   | Francia     | a 56"    |
| 6    | Martin Zlámalík  | Rep. Ceca   | a 1'02"  |
| 7    | Christian Heule  | Svizzera    | a 1'07"  |
| 8    | Radomír Šimůnek  | Rep. Ceca   | a 1'18"  |
| 9    | Gerben De Knegt  | Paesi Bassi | a 1'49"  |
| 10   | Bart Wellens     | Belgio      | a 2'13"  |